# Goran Janus
Goran Janus (Ljubljana, 27. ožujka 1970.), slovenski skijaš skakač. Član je SSK Ilirija.
Trener je slovenske reprezentacije.
Debitirao je u Svjetskom kupu sezone 1989./90. v Sapporu gdje je osvojio 24. mjesto i uvrstio se među osvajače bodova. Najbolji rezultat u karijeri mu je 8. mjesto u Bad Mitterndorfu v sezoni 1991./92. Trinaest je puta osvojio bodove u Svjetskom kupu. Na Svjetskom prvenstvu u nordijskom skijanju u Val di Fiemmeu 1991. osvojio je 22. mjesto na velikoj i 46. na maloj skakaonici. 1992. godine je na Svjetskom prvenstvu u skijaškim skokovima u Harrachovu osvojio 26. mjesto. 1997. godine na Planičkoj velikanki kao predskakač skočio 205,5 metara što je bio slovenski rekord i prvi let slovenskog skakača preko 200 metara.
Po koncu karijere godine 1999. bio je pomoćnik trenera u slovenskoj reprezentaciji, a pred sezonu 2011./12. zamijenio je na mjestu glavnog trenera Matjaža Zupana.

## Vanjske poveznice
- Goran Janus  Arhivirana inačica izvorne stranice od 30. siječnja 2015. (Wayback Machine) na stranicama Međunarodne skijaške federacije